# رافائل بومبلی
رافائل بومبلی (ایتالیایی: Rafael Bombelli غسل تعمید در ۲۰ ژانویه ۱۵۲۶; درگذشت ۱۵۷۲[a]) ریاضیدان اهل ایتالیا بود.

## زندگی‌نامه
او زاده بولونیا و نویسنده رساله‌ای در باب جبر است. کارهای او در درک اعداد موهومی نقشی اساسی داشته است.
او کسی بود که در نهایت موفق به حل مشکل اعداد موهومی شد. در سال ۱۵۷۲، بومبلی با نوشتن کتاب L'Algebra معادله‌هایی را با استفاده از روش دل فرو/تارتالیا حل کرد. او اصطلاحاتی را که مقدمه استفاده از نمادهای علامت +i و -i بودند را ابداع کرد و نقش این دو عدد را به طرز قابل قبولی توصیف کرد.
دهانه برخوردی بومبلی به یاد او نام‌گذاری شده‌است.